# هژمونی و استراتژی سوسیالیستی
هژمونی و استراتژی سوسیالیستی (Hegemony and Socialist Strategy) با عنوان فرعیِ «به‌سوی سیاست دموکراتیک رادیکال» کتابی است در حوزهٔ نظریهٔ سیاسی و در سنت پسامارکسیستی که ارنستو لاکلائو و شانتال موف آن را پدید آورده‌اند.